# Ilona Graenitz
Ilona Graenitz (ur. 15 marca 1943 w Wiedniu, zm. 17 lipca 2022 tamże) – austriacka polityk, nauczycielka i samorządowiec, parlamentarzystka krajowa, deputowana do Parlamentu Europejskiego IV kadencji.

## Życiorys
Ukończyła szkołę średnią w 1961, a w 1965 studia w Hochschule für Welthandel w Wiedniu, odbyła także kursy nauczycielskie. Pracowała w przedsiębiorstwie chemicznym Chemie Linz AG, jako nauczycielka w szkole technicznej w Linzu i w szkolnictwie dla dorosłych.
Zaangażowała się w działalność polityczną w ramach Socjaldemokratycznej Partii Austrii, zasiadała we władzach miejskich i okręgowych. W latach 1979–1986 była radną w Linzu. Następnie do 1996 sprawowała mandat posłanki do Rady Narodowej XVII, XVIII, XIX i XX kadencji. 1 stycznia 1995 została deputowaną do Parlamentu Europejskiego w ramach delegacji krajowej. W pierwszych po akcesie Austrii do Unii Europejskiej wyborach do PE w 1996 utrzymała mandat eurodeputowanej, który wykonywała do 1999, zasiadając we frakcji socjalistycznej.
Odznaczona Odznaką Honorową za Zasługi dla Republiki Austrii VI klasy.